# Les Fœtus d'acier
Les Fœtus d'acier este un roman science-fiction  de Serge Brussolo. A apărut prima oară în octombrie 1984 la editura Fleuve noir. În 2004 a fost refăcut ca La Mélancolie des sirènes par trente mètres de fond și publicat de  éditions du Masque. Este primul roman din seria Les soldats de goudron, fiind urmat de Ambulance cannibale non identifiée (1985) și Le rire du lance-flammes (1985).

## Povestea
O femeie scafandru, Lize, face parte din brigada de poliție fluvială însărcinată cu investigarea catastrofei metroului scufundat. Ce s-a întâmplat cu adevărat în acea zi în care plafonul tunelului a cedat, lăsând râul să se năpustească în rețeaua subterană pentru a îneca kilometri de galerii, trenuri... și mii de călători?
Au trecut mai mulți ani de la această dramă, dar enigma nu a fost dezlegată. Există supraviețuitori, prizonieri în buzunare de aer. Supraviețuitori care știu adevărul ... dar nimeni nu pare dornic să-l scoată la suprafață.
Soluția misterului este acolo, undeva în labirintul tunelurilor inundate. Lize, care și-a pierdut sora mai mică în dezastru, are ca misiunea să dezlege acest mister. Dar un scafandru este foarte vulnerabil sub apă...

## Traduceri în limba română
- N/A